# Marroquins a Espanya
Els marroquins a Espanya són un grup de població procedent del Marroc i que han immigrat a Espanya. Aquesta migració és present des de temps immemorials, constituint així, una de les comunitats més antigues i nombroses a Espanya. L'1 de gener de 2017 formaven el 16,4% dels 4.549.858 estrangers a Espanya (813.587 marroquins o d'origen magrebí). Tornen a ser el grup estranger més gran d'Espanya, després que fossin superats temporalment pels romanesos el 2007 El 2003, es calculava que representaven al voltant del 6% de tots els marroquins a l'estranger.
La proximitat geogràfica al continent africà: amb fronteres terrestres amb el Marroc (Ceuta, Melilla i el Penyal de Vélez de la Gomera), les illes Canàries pròximes a l'oest africà i el mateix sud peninsular pròxim al Magreb. La renda per capita d'Espanya era, en 2011, gairebé 11 vegades superior a la renda per capita del Marroc; així, la frontera entre Espanya i el Marroc és una de les més desiguals en termes econòmics de tota l'OCDE.

## Història migratòria
El fenomen de la immigració marroquina "massiva" a Espanya és relativament recent, perquè només a partir de finals de la dècada de 1980 principis dels 90 va començar a donar-se una presència notòria de marroquines a l'Espanya peninsular. Cas a part són les ciutats autònomes de Ceuta i Melilla on per qüestions òbvies de proximitat i relacions comercials i laborals la presència marroquina sempre va ser important.
Abans de 1985, als marroquins no els calia visat per entrar a Espanya. Molts joves venien per treballar de temporada o de curta durada en l'agricultura i la indústria, venint i sortint d'Espanya sense instal·lar-s'hi. La nova llei de visats implementada aquell any, La Ley de Extranjeria, era força restrictiva i no preveia permisos de residència permanent. L'any 1989 es va constituir l'Asociación de Trabajadores Inmigrantes Marroquíes en España pel grup de treballadors marroquins per defensar els seus drets laborals. Fins al 1992, les estadístiques oficials mostraven que només 16.665 marroquins resideixen a Espanya (dels quals 14.998 vivien a l'Espanya peninsular). Durant els anys següents, molts marroquins van arribar a ocupar llocs de treball en els sectors agrícola, hostaleria, construcció i serveis. L'any 2000, la seva població havia augmentat fins a 201.182 individus. Juntament amb el nombre creixent de migrants, la seva composició també va canviar, amb una proporció més elevada de dones.
L'any 2000 també va suposar un canvi significatiu en les lleis espanyoles d'immigració; La Llei 4/2000 aprovada aquell any va crear mecanismes per a la reagrupació familiar, la regularització dels immigrants il·legals i l'adquisició de la residència permanent. L'any 2008, les estadístiques oficials mostraven 752.695 residents legals marroquins a Espanya. A partir del setembre d'aquell any, les autoritats espanyoles van oferir pagaments als immigrants aturats si acceptaven cancel·lar la seva residència i abandonar el país. Amb les estadístiques oficials que mostren 82.262 marroquins aturats a Espanya, s'esperava que n'hi hagués molts que s'aprofitessin dels pagaments. Tanmateix, segons dades provisionals, la població marroquina d'Espanya va continuar creixent durant l'any i havia arribat als 858.000 a principis de 2011, un 8,8% més que el total de 2008.
Entre el 2000 i el 2016, 211.709 marroquins van ser naturalitzats com a espanyols. Només en el període 2010–2015, 127.474 van obtenir la nacionalitat.
Durant el curs 2015-16, 174.774 marroquins eren a les escoles espanyoles, cosa que indica el perfil d'edat jove de la població.
A partir del 2018, Catalunya era la comunitat autònoma amb més marroquins, 209.920. La segona era la Regió de Múrcia amb 79.482.

## Radicalització
Dels 235 gihadistes detinguts o assassinats a Espanya entre el 2013 i el 2017, al voltant del 46% eren d'ascendència marroquina. El 53% va néixer al Marroc, principalment a la regió del Rif.

## Evolució dels marroquins empadronats a Espanya
| Gràfica d'evolució de Marroquins a Espanya entre 1998 i 2020                                             |
| |
| Ciutadans amb nacionalitat marroquí a Espanya a 1 de gener de cada any segons el padró continu de l'INE. |

## Taules de dades
- «Población extranjera por sexo, país de nacionalidad y edad (hasta 85 y más).». A: Avance del Padrón a 1 de enero de 2009. Datos provisionales.  Spain: Instituto Nacional de Estadística, 2009 [Consulta: 13 juny 2009].
- «Población extranjera por sexo, país de nacionalidad y edad (hasta 85 y más).». A: Revisión del Padrón municipal 2008. Datos a nivel nacional, comunidad autónoma y provincia..  Spain: Instituto Nacional de Estadística, 2008 [Consulta: 13 juny 2009].
- «Población extranjera por sexo, país de nacionalidad y edad (hasta 85 y más).». A: Revisión del Padrón municipal 2007. Datos a nivel nacional, comunidad autónoma y provincia..  Spain: Instituto Nacional de Estadística, 2008 [Consulta: 13 juny 2009].
- «La Rioja: Población por municipios y sexo:Cifras oficiales de población resultantes de la revisión del Padrón municipal a 1 de enero de 2011», 2011. Arxivat de l'original el 21 maig 2012. [Consulta: 27 maig 2012].